# ترور شخصیت

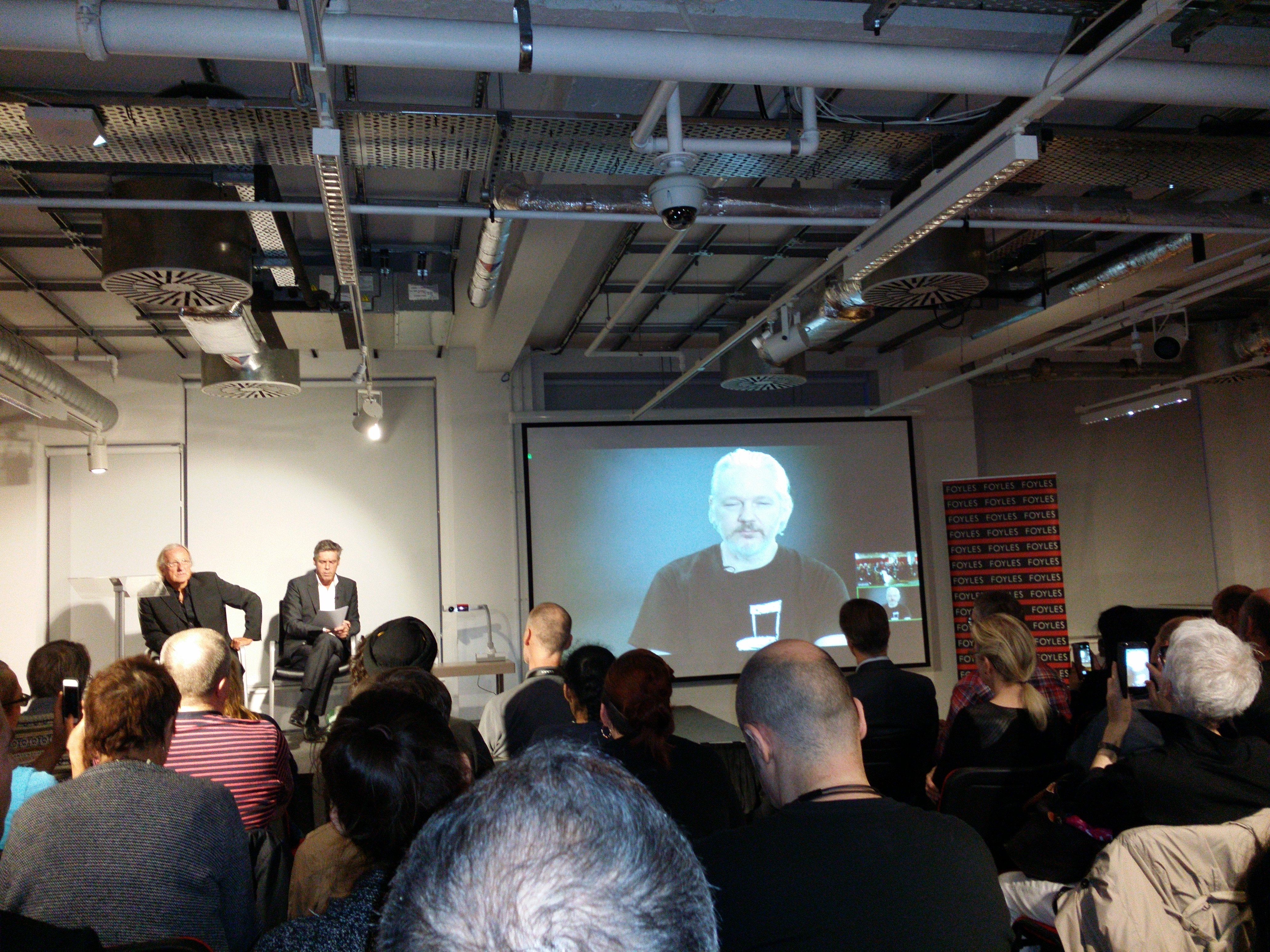
اجلاس درباره ترور شخصیت

ترور شخصیت،  تلاش برای لکه دار کردن شهرت یک فرد است.
این عمل شامل اشاعه موارد گمراه‌کننده و اغراق‌آمیز یا دست کاری در حقایق به جهت ارائه تصویر نادرست از فرد مورد هدف است. ترور شخصیت نوعی از افترا است که می‌تواند علاوه بر فرد، خانواده و اطرافیان او را نیز شامل شود.
ترور شخصیت پیشینه‌ای تاریخی دارد و در طول تاریخ از آن به عنوان جایگزینی برای حذف فیزیکی افراد به‌کار گرفته شده‌ است.
در این روش افرادی که منافع فرد یا گروهی دیگر را به خطر انداخته‌اند، به قصد منزوی شدن و بدنام ساختن، توسط آنان مورد حمله قرار می‌گیرند.